# دانييل لويد
دانييل لويد (بالإنجليزية: Daniel Lloyd)‏ ولد بتاريخ 11 أغسطس 1980 في كرايستشرش، دورست، إنجلترا، المملكة المتحدة، هو دراج إنجليزي سابق في صنف سباق الدراجات على الطريق.

## روابط خارجية
- دانييل لويد على موقع الاتحاد الدولي للدراجات (الإنجليزية)
- دانييل لويد على موقع أرشيف الدراجات (الإنجليزية)
- دانييل لويد على موقع إحصائيات الدراجات الإحترافية (الإنجليزية)
- دانييل لويد على موقع نسبة الدراجات (الإنجليزية)